# 33438 Mauriziopajola
33438 Mauriziopajola este o planetă minoră (asteroid) din centura de asteroizi. A fost descoperită pe 22 martie 1999 la Stația Anderson Mesa de Lowell Observatory Near-Earth-Object Search. 
Obiectul prezintă o orbită caracterizată de o semiaxă mare de 2,3084416 UAi, o excentricitate de 0,15, o înclinație de 0,67101 ° în raport cu ecliptica.